# Muhammad ibn al-Qasim
ʿImād al-Dīn Muḥammad ibn al-Qāsim b. Yūsuf al-Thaqafī (in arabo محمد بن القاسم الثقفي ‎?; Ta'if, 31 dicembre 695 – 18 luglio 715) è stato un generale arabo, noto per aver conquistato con il suo esercito le regioni orientali del Sindh e del Punjab, dando così inizio al periodo di dominazione islamica omayyade dell'Asia meridionale.
Originario della tribù dei Banu Thaqif, insediata nella città higiazena di Ṭāʾif e nei suoi dintorni immediati, perse suo padre quando era ancora giovanissimo. Fu quindi educato dalla madre e da suo zio paterno, il dotto generale e governatore arabo al-Ḥajjāj b. Yūsuf. Sotto la sua guida e imparando da lui strategia bellica e arte della politica, il giovane Muḥammad b. al-Qāsim venne infine nominato governatore della Persia e, a soli diciassette anni, fu inviato nel 711 dal califfo al-Walīd I alla guida di una spedizione militare per liberare le navi mercantili arabe che erano state sequestrate illegalmente da Raja Dahir nella città portuale di Daybul (l'antica Karachi).

## Politica conciliativa
Realizzati i suoi obiettivi, il giovane generale si rivelò un prudente e avveduto amministratore. Non impose infatti alcuna conversione alle popolazioni conquistate (che non appartenevano all'Ahl al-Kitāb), grazie a un'intelligente inclusione dei Veda ai Libri di origine celeste, come - oltre al Corano - erano considerati anche la Torah e l'Injīl, tale da assimilare alle comunità protette anche gli induisti, difficilmente definibili monoteisti. Ciò servì a impedire in quelle aree (e poi al resto del subcontinente indiano) l'alternativa prevista tra "conversione all'Islam o morte" riservata ai politeisti e di evitare probabili massacri di dimensioni incalcolabili.

Ai nuovi sudditi fu imposta quindi esclusivamente la fiscalità islamica prevista per i dhimmi, l'amministrazione di quanto atteneva al loro statuto personale, la gestione delle loro norme ereditarie e il libero culto della propria fede. Furono inoltre mantenuti al loro posto gli amministratori indigeni, imponendo a loro e a tutti i nuovi sudditi induisti la pura e semplice lealtà politica nei confronti del califfo di Damasco.
Muḥammad b. al-Qāsim stava avviando i preparativi per ulteriori spedizioni quando lo zio paterno al-Ḥajjāj morì. Il nuovo Califfo succeduto ad al-Walīd I, suo fratello Sulaymān b. ʿAbd al-Malik, che era giunto al potere anche grazie al sostegno di vari feroci nemici di al-Ḥajjāj (che aveva sempre governato con un'efficienza pari solo alla sua crudeltà di metodi), per vendicarsi di tutti coloro che avevano sostenuto il defunto potente governatore dell'Iraq, richiamò in patria tutti i generali da lui nominati per le conquiste da operare a oriente: Qutayba ibn Muslim e Muḥammad b. al-Qāsim, nominando al loro posto, come governatore del Fārs, Kirmān, Makran e Sindh, Yazīd b. al-Muhallab, che era stato fatto torturare da al-Ḥajjāj e che era uno dei figli del generale di ʿAbd al-Malik b. Marwān, al-Muhallab ibn Abi Sufra. Yazīd b. al-Muhallab non perse tempo a far mettere in catene a Mossul Muḥammad b. al-Qāsim, e a farlo giustiziare poco dopo, facendolo inumare in un posto che volle rimanesse sconosciuto per misura precauzionale.